# HKT48
HKT48 este o formație pop japoneză de fete, formată în 2011 la inițiativa textierului și producătorului japonez Yasushi Akimoto.În momentul de față acest grup este format din 1 echipe, în total 48 de membri.HKT48 se bucură de mare popularitate în Japonia, la fel ca si AKB48.

## Membre
Echipa va fi format în aprilie 2014.

### TeamH
Căpitan:Chihiro Anai
- Chihiro Anai (穴井 千尋)
- Natsumi Matsuoka (松岡 菜摘)
- Rino Sashihara (指原 莉乃)
- Haruka Kodama (兒玉 遥)
- Natsumi Tanaka (田中 菜津美)
- Haruka Wakatabe (若田部 遥)
- Meru Tashima (田島 芽瑠)
- Yuka Akiyoshi (秋吉 優花)
- Naoko Okamoto (岡本 尚子)
- Riko Sakaguchi (坂口 理子)
- Hiroka Komada (駒田 京伽)
- Marina Yamada (山田 麻莉奈)
- Izumi Umemoto (梅本 泉)
- Yuriya Inoue (井上 由莉耶)
- Yui Kojina (神志那 結衣)
- Mao Yamamoto (山本茉央)
- Miku Tanaka (田中美久)
- Nako Yabuki (矢吹奈子)

### Team KIV
Căpitan:Aika Ōta
- Aika Ōta (多田 愛佳)
- Sakura Miyawaki (宮脇 咲良)
- Aoi Motomura (本村 碧唯)
- Nao Ueki (植木 南央)
- Serina Kumazawa (熊沢 世莉奈)
- Madoka Moriyasu (森保 まどか)
- Yuki Shimono (下野 由貴)
- Anna Murashige (村重 杏奈)
- Mio Tomonaga (朝長 美桜)
- Mina Imada (今田 美奈)
- Mai Fuchigami (渕上 舞)
- Izumi Goto (後藤 泉)
- Asuka Tomiyoshi (冨吉 明日香)
- Kanna Okada (岡田 栞奈)
- Yuka Tanaka (田中 優香)
- Kanon Kimoto (木本 花音)
- Maiko Fukagawa (深川 舞子)
- Manami Kusaba (草場 愛)

## Discografie

### Single-uri
| An   | # | Titlu                                           | Note | Poziția maximă              | Poziția maximă           | Poziția maximă            | Vânzări (Oricon) |
| An   | # | Titlu                                           | Note | Oricon Weekly Singles Chart | Billboard Japan Hot 100* | RIAJ Digital Track Chart* | Vânzări (Oricon) |
| ---- | - | ----------------------------------------------- | ---- | --------------------------- | ------------------------ | ------------------------- | ---------------- |
| 2013 | 1 | "Suki!Suki!Skip!" (スキ!スキ!スキップ!?)        |      | 1                           | 2                        | -                         | 291,876          |
| 2013 | 2 | "Melon juice" (メロンジュース?)                 | 1    | 1                           | -                        | 300,161                   |                  |
| 2014 | 3 | "Sakura, Minna de Tabeta" (桜、みんなで食べた?) |      | 1                           | 1                        | -                         | -                |